# Brave New World (filme de 1998)
Brave New World (br:Admirável Mundo Novo pt: Sociedade Ameaçada é um telefilme estadunidense  de 1998, do gênero ficção científica, dirigido por Leslie Libmane Larry Williams, com roteiro de Dan Mazur e David Tausik baseado no livro Admirável Mundo Novo, de Aldous Huxley.

## Enredo
No futuro, a sociedade evoluirá para um estado totalitário onde até a genética dos cidadãos será controlada e selecionada. Cada um terá seu papel neste mundo, definido antes mesmo de nascer. Os relacionamentos pessoais serão superficiais e o amor banido. Dentro deste quadro é inserido um dos últimos homens com pensamento independente e livre que, vai  se rebelar contra esta sociedade fria e controlada.

## Elenco
- Peter Gallagher.......Bernard Marx
- Leonard Nimoy.......Mustapha Mond
- Tim Guinee.......John Cooper
- Rya Kihlstedt.......Lenina Crowne
- Sally Kirkland.......Linda
- Patrick J. Dancy.......Henry Foster
- Steven Flynn.......James
- Wendy Benson-Landes.......Fanny
- Steven Schub.......Beta Clerk
- Daniel Dae Kim.......Ingram